# San Andrés (Costa Rica)
San Andrés è un distretto della Costa Rica facente parte del cantone di León Cortés, nella provincia di San José.